# Burg Manegg
Die Burg Manegg ist die Ruine einer Höhenburg bei 623 m ü. M. auf einer Seitenrippe des Albisgrates oberhalb von Leimbach, einem Quartier der Stadt Zürich.

## Geschichte
Über ihre Erbauer ist nichts bekannt. Urkundlich wird die Burg erstmals 1303 erwähnt. Sie war dann über hundert Jahre Stammsitz des Rittergeschlechts Manesse. Ob das Geschlecht den Namen von der Burg herleitet oder die Burg den Namen der Familie trägt, ist nicht klar. Die Manesse sind hauptsächlich durch die Manessische Handschrift bekannt. Diese Sammlung von mittelhochdeutschen Liedern wurde um 1300 von Rüdiger Manesse dem Älteren (urkundlich belegt 1252–1304) und seinem Sohn Johannes, Schatzmeister am Chorherrenstift, der grössten geistlichen Institution Zürichs, in Auftrag gegeben.
Die Familie Manesse waren ursprünglich Kaufleute und stiegen durch ihren Reichtum zum Ritterstand auf. Als Lehnsträger der Fraumünsterabtei, des Klosters Einsiedeln und des Deutschen Kaiserreiches sind sie ein bedeutendes Stadtzürcher Geschlecht. Rüdiger I (erwähnt 1224, gestorben 1253) hatte zwei Söhne: Johannes und Rüdiger II, der Begründer der Linie auf Manegg und fast vierzig Jahre Ratsherr in Zürich.
1393 wurde die Burg von Ital Maness an einer öffentlichen Versteigerung dem «Juden Visli oder Vifli» verkauft. Dessen Witwe veräusserte sie 1400 zum Preis von 35 Florener dem Kloster Selnau. Schon zu dieser Zeit scheint die Burg nicht mehr bewohnt gewesen zu sein. 1409 fiel die Burg einem Brand zum Opfer. Nach der Legende geschah dies am Aschermittwoch, als eine Fasnachtsgesellschaft eine spielerische Belagerung durchführte. Nach dem Brand waren noch bis ins 17. Jahrhundert grosse Mauerreste erhalten. Heute sind nur noch einige Grundmauern sichtbar.
Gottfried Keller lässt in den Züricher Novellen mehrere Bewohner der Burg auftreten. Die Angehörigen des Manesse-Geschlechts in Hadlaub leben allerdings hauptsächlich in der Stadt. Am Anfang von Der Narr auf Manegg beschreibt Keller, wie die Familie herunterkommt. Der Rest dieser Novelle handelt von Butz Fallätscher, einem Abenteurer, der sich am Ende auf der Burg einnistet. Auch die fahrlässige Brandstiftung durch eine maskierte Fasnachtsgesellschaft wird dort beschrieben. In der Rahmenhandlung der Novellen, die Mitte des 19. Jahrhunderts spielt, wird ein Ausflug auf die Ruine geschildert.
Im 19. Jahrhundert war die Manegg ein beliebter Ausflugsort, und noch zu Kellers Zeiten hatte man eine schöne Aussicht über See und Stadt. Heute ist der Ausblick durch den Wald versperrt. Ein schlecht ausgeschilderter Fussweg führt vom Sihltal zur Burgruine und von dort steil hinauf zum Albisgrat.

## Anlage
Der Historiker Heinrich Zeller-Werdmüller beschrieb um 1900 die ursprüngliche Burg als durch einen tiefen Graben, auf den anderen Seiten durch die steilen Hänge geschützt. Die Burgstelle mass 35 × 9 Meter. Sie war wohl gegen den Berg hin durch eine Holzbrücke zugänglich. Diese führte in einen dem Turm vorliegenden, von ihm beherrschten Zwinger von 8 × 5 Meter. Das südliche an den Turm lehnende innere Tor führte in den Burghof von 8 Meter Länge und 9 Meter Breite. Dieser schied den westlich gelegenen Turm vom östlich blickenden Palas. Dieser hatte einen fast quadratischen Grundriss von 12,6 × 10,5 Meter. Der aus Molassequadern erbaute Turm von 7,8 × 7,95 Metern Grundrissfläche und 2,28 Meter Mauerdicke hatte einen hochgelegenen, nur vom Palas aus erreichbaren Hocheingang in der Nordecke der Ostwand.

## Manessebrunnen
Der Ratsherr Hans Konrad von Meiss liess um 1800 einen Ruheplatz und einen Brunnen im ehemaligen Burggraben der Manegg anlegen. Der Historiker Georg von Wyss (1816–1893) brachte später eine «aus edlem Glockenmetall gegossene Gedenktafel» am Brunnen an, in der Rüdiger Manesse des Älteren, des angeblichen Minneliedersammlers, und dessen Enkels, der sich 1351 in der Schlacht bei Dättwil gegen die Habsburger hervorgetan habe, gedacht wird. Die Inschrift ist heute noch dieselbe:

«DEM ANDENKEN
RITTERS RÜDIGER MANESSE
AUF MANEGG
DEM FREUNDE DER MINNESAENGER
DEM HORTE DES RECHTS
IN RATH UND THAT.
ER STARB MCCCIV.
SEIN ENKEL SIEGTE BEI DAETWIL.»

1895 zerstörten Unbekannte den Brunnen und stahlen die Gedenktafel. Vermutlich wurde beides 1906 (worauf die Jahreszahl am Brunnentrog hinweist) vom Verschönerungsverein Zürich (VVZ) wiederhergestellt, in dessen Obhut die Anlage danach stand.

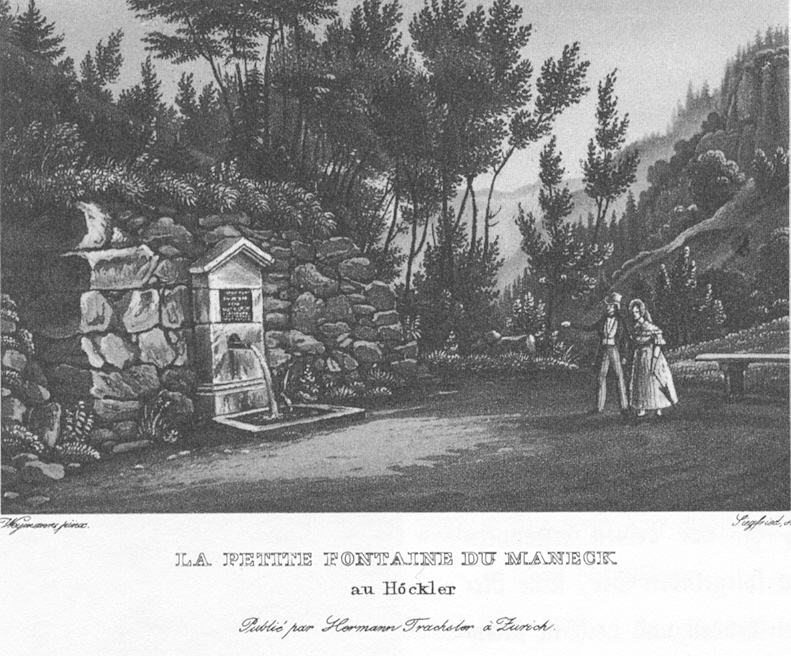
Ruheplatz und alter Manessebrunnen um 1840
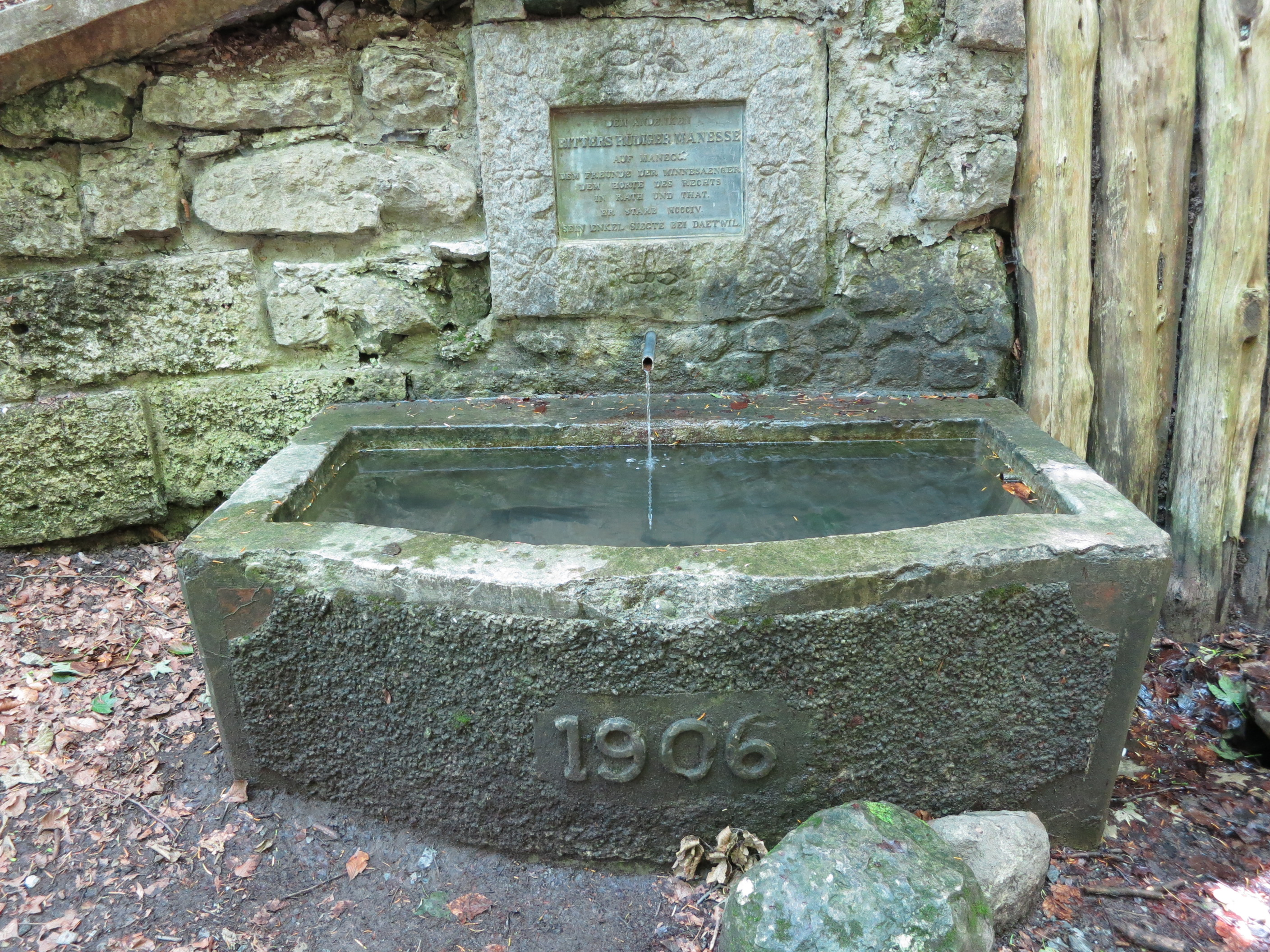
Der Manessebrunnen heute

## Gottfried-Keller-Gedenkstein

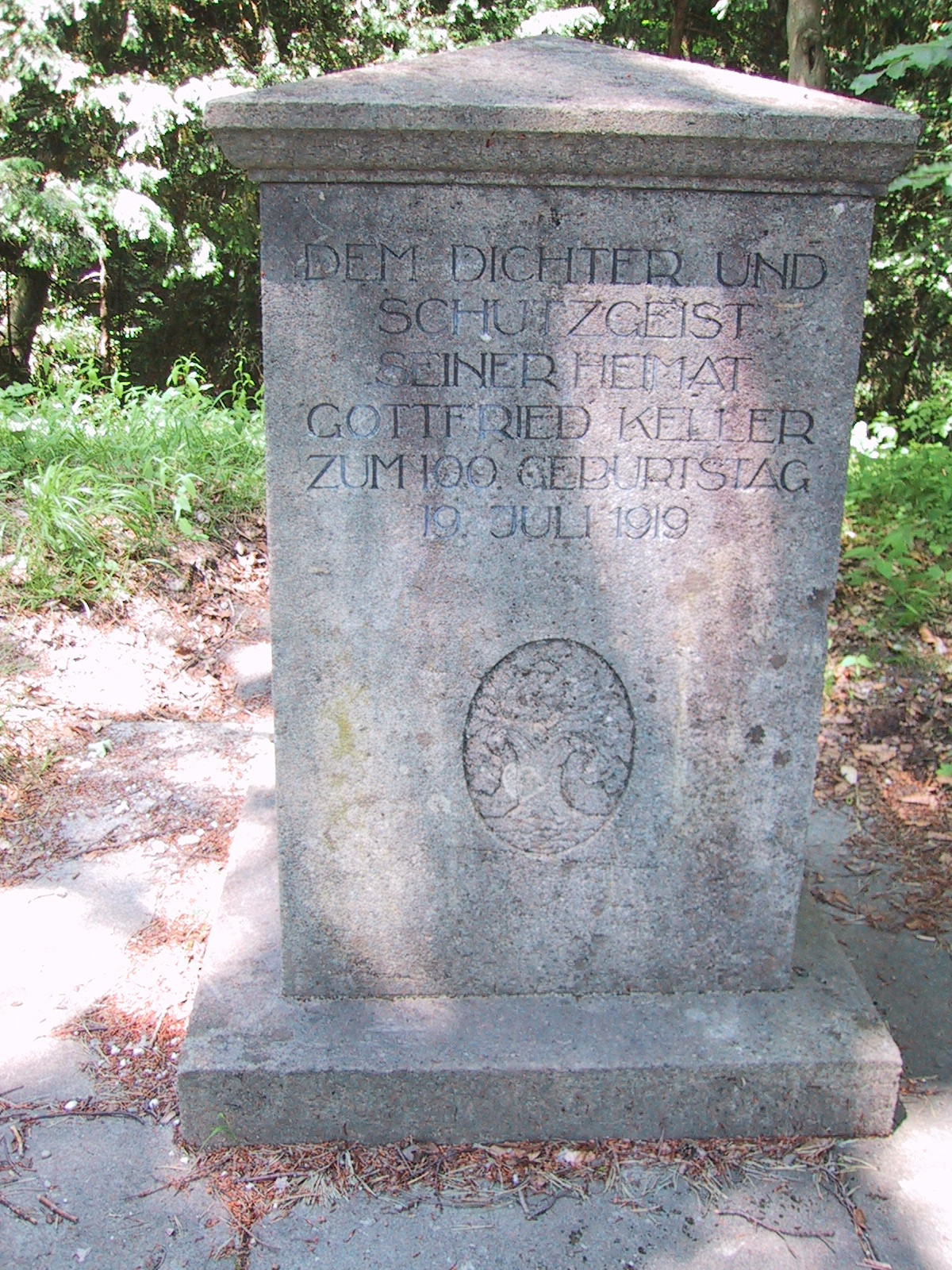
Der Gottfried-Keller-Gedenkstein auf der Manegg

Die Schweizerische Vereinigung für Heimatschutz plante, Gottfried Keller zum 100. Geburtstag am 19. Juli 1919 auf der Manegg ein Denkmal zu setzen. Die Realisierung des Projekts verzögerte sich um zwei Jahre, weswegen der schlichte Gedenkstein erst am 13. Juni 1921 zu stehen kam. Allein der Transport des 5 Tonnen (50 Doppelzentner) schweren Werks nahm zwei Wochen in Anspruch. Vom Fusse des Hügels an musste es mithilfe eines Traktors und Drahtseilen auf einem Schlitten gezogen werden.
Das 1,40 Meter hohe Denkmal wurde von Robert Rittmeyer entworfen und von Johannes Rigendinger in Zürich-Wollishofen ausgeführt. Der verwendete Stein stammt aus den Steinbrüchen von Othmarsingen-Mägenwil. Auf der Vorderseite steht in Majuskeln: «Dem Dichter und Schutzgeist seiner Heimat Gottfried Keller zum 100. Geburtstag 19. Juli 1919». Darunter ist in einem Medaillon eine Eiche als Symbol für die «bodenständige Kraft des Dichters» dargestellt. Auf der Rückseite steht die Inschrift: «In Verehrung dargebracht von der Schweiz. Vereinigung für Heimatschutz durch die Zürcher Vereinigung für Heimatschutz 1920».

## Bilder

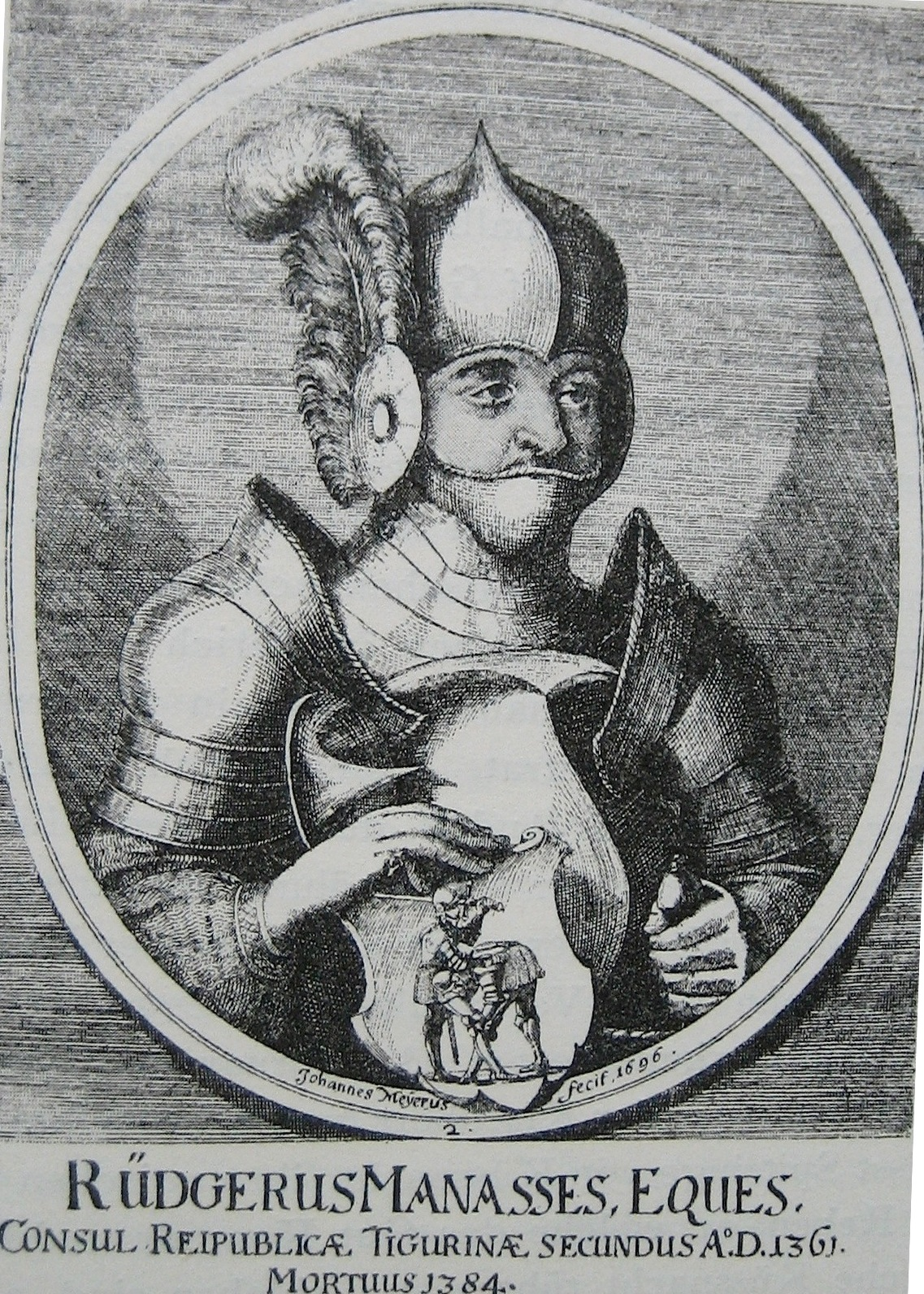
Rüdiger von Manesse. Stich von Johannes Meyer, 1696.
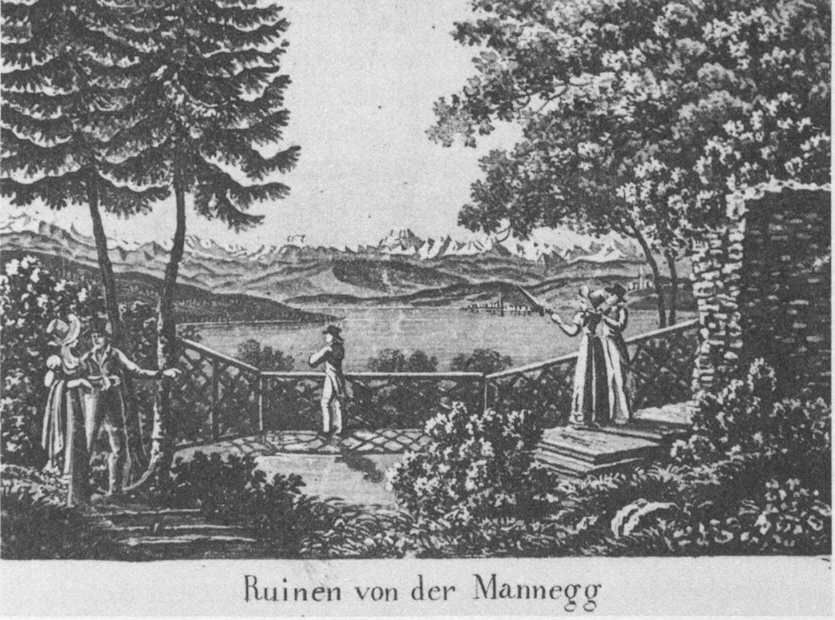
Die Manegg um 1840